# Médiga
Médiga, parfois orthographié Mediga, est une commune rurale située dans le département de Gomboussougou de la province du Zoundwéogo dans la région Centre-Sud au Burkina Faso.

## Géographie
La commune est traversée par la route nationale 29.

## Santé et éducation
Médiga accueille un centre de santé et de promotion sociale (CSPS) tandis que le centre médical (CMA) le plus proche se trouve à Manga.